# 千葉県道200号六実停車場線
千葉県道200号六実停車場線（ちばけんどう200ごう むつみていしゃじょうせん）は、千葉県松戸市六実の東武野田線六実駅西側出口を起点とし、同じく松戸市六実の千葉県道281号松戸鎌ケ谷線との交点を終点とする一般県道である。

## 路線概要
- 起点：松戸市六実、六実駅前
- 終点：同市六実、千葉県道281号松戸鎌ケ谷線交点
- 路線認定：1955年（昭和30年）3月4日

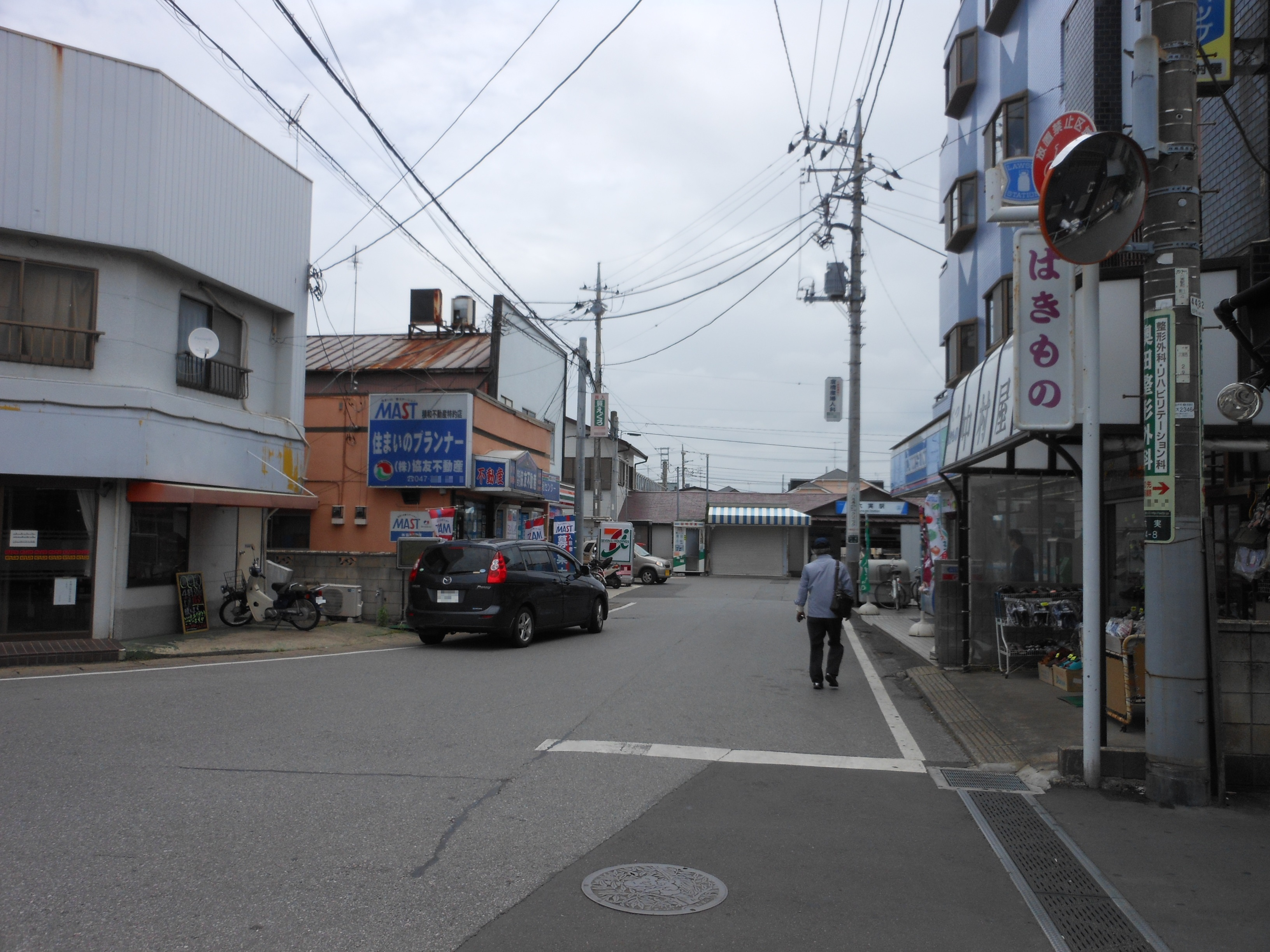
起点
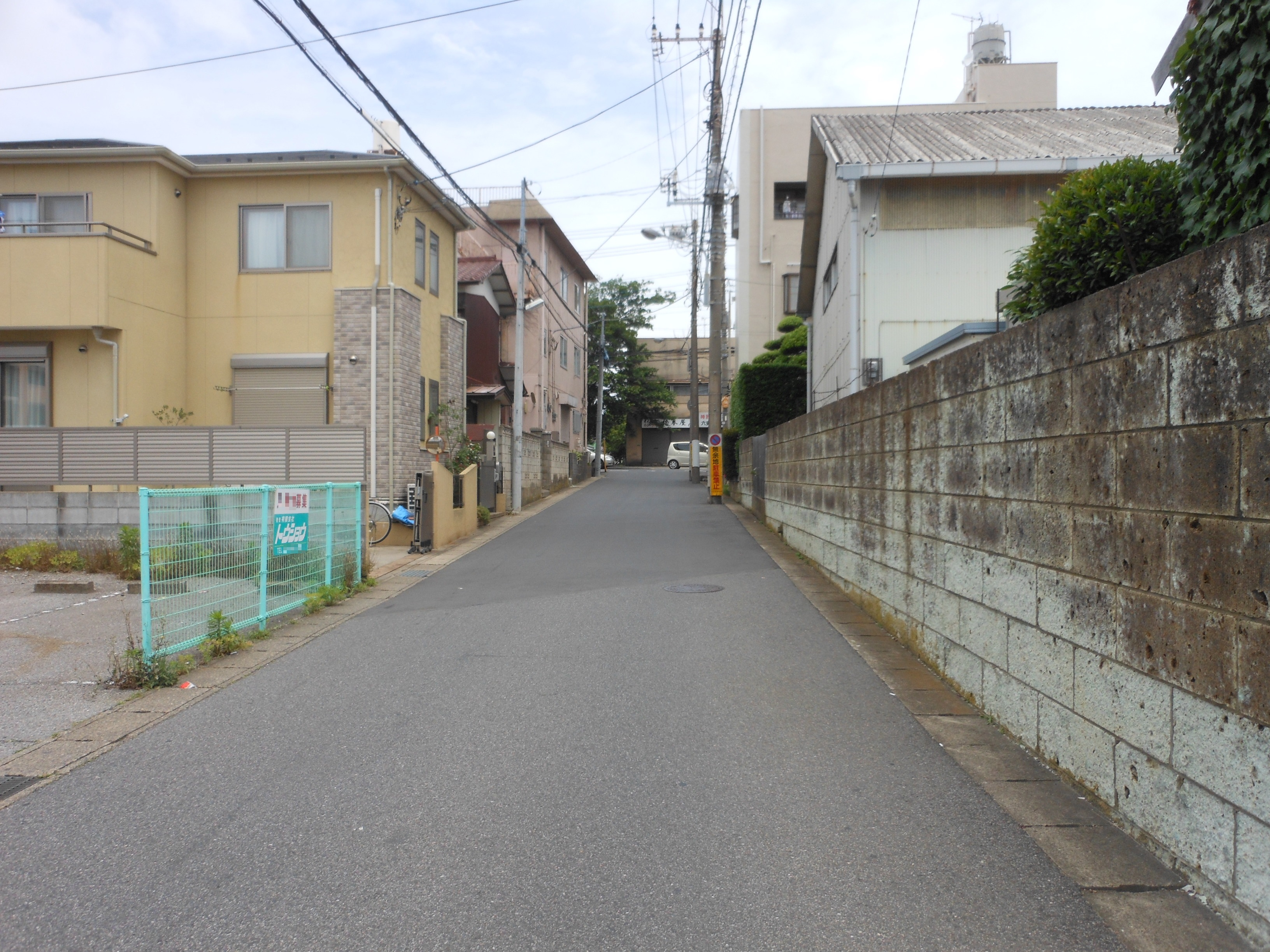
終点

松戸市が2006年（平成18年）1月25日から1月26日に行った自動車による騒音測定によると、昼間の等価騒音レベルは63dB、夜間の等価騒音レベルは57dBであった。

## 路線状況

### 接続する主な道路
- 千葉県道281号松戸鎌ケ谷線

### 利用状況
交通量
| 地点             | 平日12時間        | 平日24時間        |
| 地点             | 2005年度⇒2010年度 | 2005年度⇒2010年度 |
| 松戸市六実4-2-10 | 1,504台⇒1,474台   | 2,060台⇒2,123台   |

## 地理

### 通過する自治体
- 千葉県
  - 松戸市

### 周辺
- 東武野田線六実駅